# Troféu Ramón de Carranza de 1974
O Troféu Ramón de Carranza de 1974 foi a vigésima edição do torneio realizado anualmente na cidade de Cádis (Espanha). Nesta edição o Palmeiras ficou com o troféu.

## Participantes
- Espanyol
- Barcelona
- Palmeiras
- Santos

## Esquema
|  | Semifinais | Semifinais | Semifinais |  |  | Final    | Final     | Final    |
|  |            |            |            |  |  |          |           |          |
|  |            | Palmeiras  | 2          |  |  |          |           |          |
|  |            | Barcelona  | 0          |  |  |          |           |          |
|  |            |            |            |  |  |          | Palmeiras | 2        |
|  |            |            |            |  |  |          | Espanyol  | 1        |
|  |            | Espanyol   | 2          |  |  |          |           |          |
|  |            | Santos     | 0          |  |  | 3º lugar | 3º lugar  | 3º lugar |
|  |            |            |            |  |  |          | Barcelona | 4        |
|  |            |            |            |  |  |          | Santos    | 1        |

## Jogos
Semifinais
| 31 de agosto | Palmeiras                      | 2 – 0 | Barcelona | Estádio Ramón de Carranza |
|              | Leivinha 59' (P) · Ronaldo 75' |       |           |                           |

| 31 de agosto | Espanyol                 | 2 – 0 | Santos | Estádio Ramón de Carranza |
|              | Cuesta 40' · Marañón 57' |       |        |                           |

Decisão do 3º lugar
| 1º de setembro | Barcelona                                     | 4 – 1 | Santos       | Estádio Ramón de Carranza |
|                | Neeskens 22' e 64' · Marcial 35' · Asensi 74' |       | Pelé 88' (P) |                           |

Final
| 1º de setembro | Palmeiras                       | 2 – 1 | Espanyol           | Estádio Ramón de Carranza |
|                | Leivinha 21' · Luís Pereira 81' |       | José María 27' (P) |                           |

## Premiação
| Troféu Ramón de Carranza 1974   |
| Brasil                          |
| ------------------------------- |
| PALMEIRAS Bicampeão (2º título) |